# Gare de Cartier
La  gare de Cartier est une gare ferroviaire canadienne, située dans la localité de Cartier (en) sur le territoire de la partie non organisée du nord District de Sudbury dans la province de l'Ontario. 
C'est une gare de formation et de fret du Canadien Pacifique. C'est également une gare voyageurs de Via Rail Canada desservie par le train Sudbury-White River. La gare est désignée gare ferroviaire patrimoniale du Canada depuis 1993 .

## Situation ferroviaire
Établie à 423 mètres d'altitude, la gare de Cartier est située au point kilométrique (PK) 55 de la ligne de Sudbury à White River, entre les arrêts de Levack et de Benny. Cette infrastructure est une section de la principale ligne transcontinentale du Canadien Pacifique.
Elle dispose de plusieurs voies de services.

## Histoire
Le Canadien Pacifique construit en 1885 une ligne vers l'ouest du pays. Dans le Nord de l'Ontario lorsqu'il construit la division de Cartier à Chapleau il sectionne la ligne, en sections d'environ 20 milles (environ 32 kilomètres), avec l'installation de stations.

## Patrimoine ferroviaire
La gare d'un étage et demi est construite en 1910, avec d'importantes rénovations en 1948. "La structure rénovée présente toujours des caractéristiques typiques des gares ferroviaires rurales de taille moyenne que le CP a construites au début du XXe siècle."  Elle contient un avant-toit en surplomb formant un auvent en plate-forme le long des voies. La gare offre un "plan intérieur composé de trois zones distinctes : la salle d'attente de l'extrémité est; l'espace à bureaux central; ainsi que le bureau général et l'espace d'activité de l'extrémité ouest; la finition et les accessoires intérieurs d'origine préservés dans la salle d'attente, y compris les hauts plafonds, les luminaires, les boiseries des fenêtres et les bancs de bois." 

## Service des voyageurs

### Accueil
Gare voyageurs, elle dispose d'un bâtiment avec notamment des toilettes et un téléphone.

### Desserte
Cartier est desservie par le train Sudbury-White River de Via Rail Canada. Le train passe à l'arrêt six fois par semaine : les mardi, jeudi et samedi, son passage est à 10h00 venant de Sudbury il se dirige vers White River ; les mercredi, vendredi et dimanche, son passage est à 17h10, venant de White River il se dirige vers Sudbury.

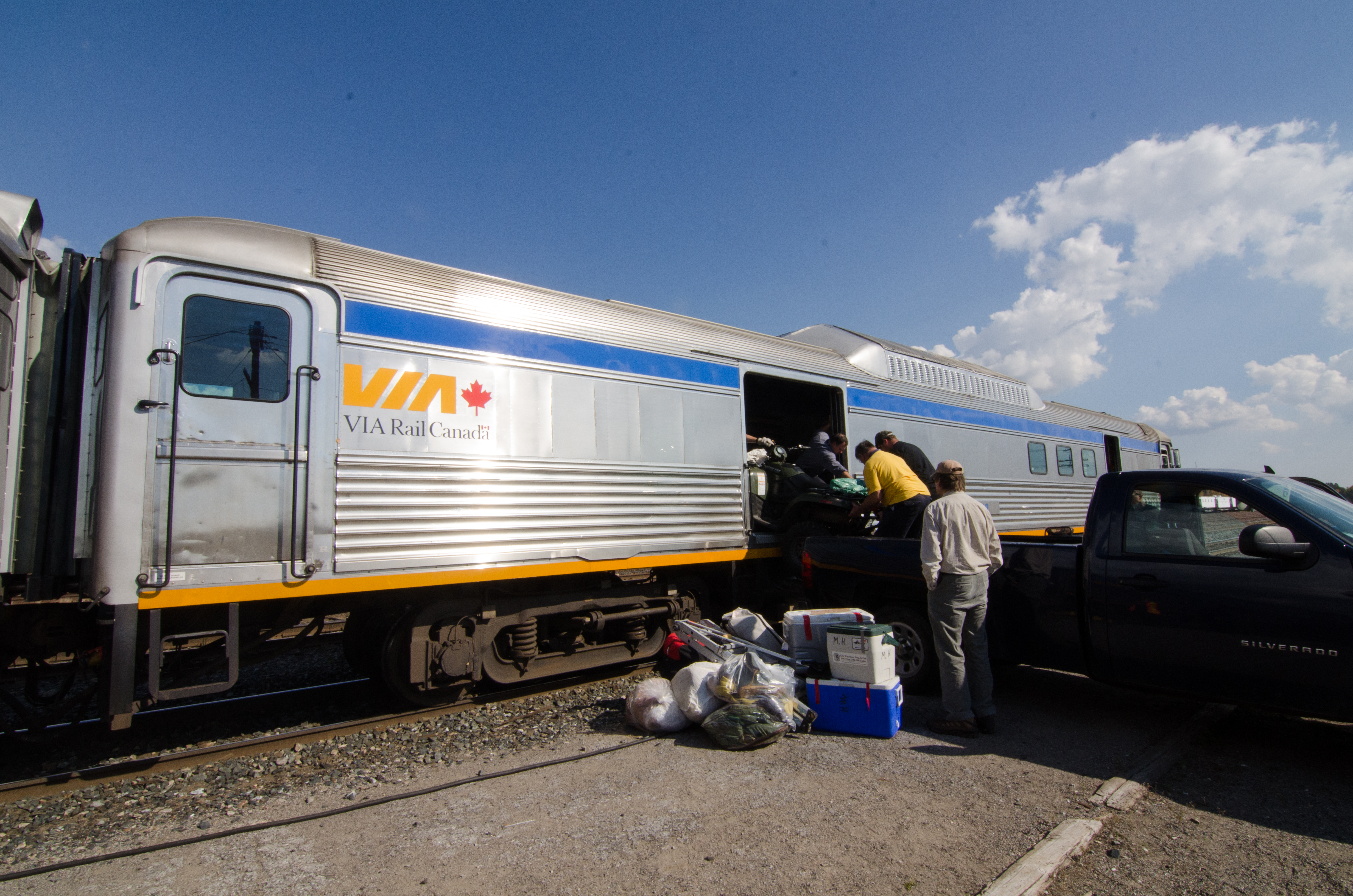
Le train Sudbury-White River en gare (2014).

### Intermodalité
Un parking pour les véhicules y est aménagé.